# اللجنة العسكرية للتحرير الوطني (مالي)
اللجنة العسكرية للتحرير الوطني كانت هي الهيئة التي حكمت مالي بمرسوم بعد انقلاب عام 1968.

## الأعضاء (في عام 1970)
- الرئيس: الملازم موسى تراوري
- نواب الرئيس: النقيب يورو دياكيت، الملازم أمادو بابا ديرة
- المفوض: الملازم و. تراوري
- الأمين العام: الملازم ب. سيسوكو
- الأعضاء: الملازم ت. باجايوكو، ج. مارات، م. سانوجو، ج. طوكارة، م. كوني، ك. ديمبيلي؛ النقباء م. ديالو، ج. سيسوكو، م. سيسوكو